# إلسا دورلين
إلسا دورلين تعتبر بانها فيلسوفة فرنسية ، ولدت هذه المراة عام 1974 تركز أبحاثها على نظرية المعرفة النسوية وتاريخية الجنس والجنس والموضوع السياسي للنسوية.
1. 1 2   https://www.theses.fr/2004PA040214. {{استشهاد ويب}}: |url= بحاجة لعنوان (مساعدة) والوسيط |title= غير موجود أو فارغ (من ويكي بيانات) (مساعدة)
2. 1 2   https://www.cnrs.fr/fr/personne/elsa-dorlin. {{استشهاد ويب}}: |url= بحاجة لعنوان (مساعدة) والوسيط |title= غير موجود أو فارغ (من ويكي بيانات) (مساعدة)
3. ↑   http://www.cnrs.fr/fr/personne/elsa-dorlin. {{استشهاد ويب}}: |url= بحاجة لعنوان (مساعدة) والوسيط |title= غير موجود أو فارغ (من ويكي بيانات) (مساعدة)